# Mamelles (Guadeloupe)
Pour les articles homonymes, voir Mamelle (homonymie).
Les Mamelles sont deux sommets situés dans le parc national de la Guadeloupe, dans l'île de Basse-Terre :
- le piton de Pigeon ou Déboulé (768 m) ;
- le piton de Petit-Bourg (716 m).

La route de la Traversée, ou route des Mamelles, seule voie routière à traverser la Basse-Terre d'est en ouest, culmine au col des Mamelles (584 m) et passe pratiquement entre les deux sommets.
Les Mamelles sont les restes de deux pics surgis lors d'une éruption. Une randonnée de 2,5 km permet de monter au sommet de la mamelle de Petit-Bourg.

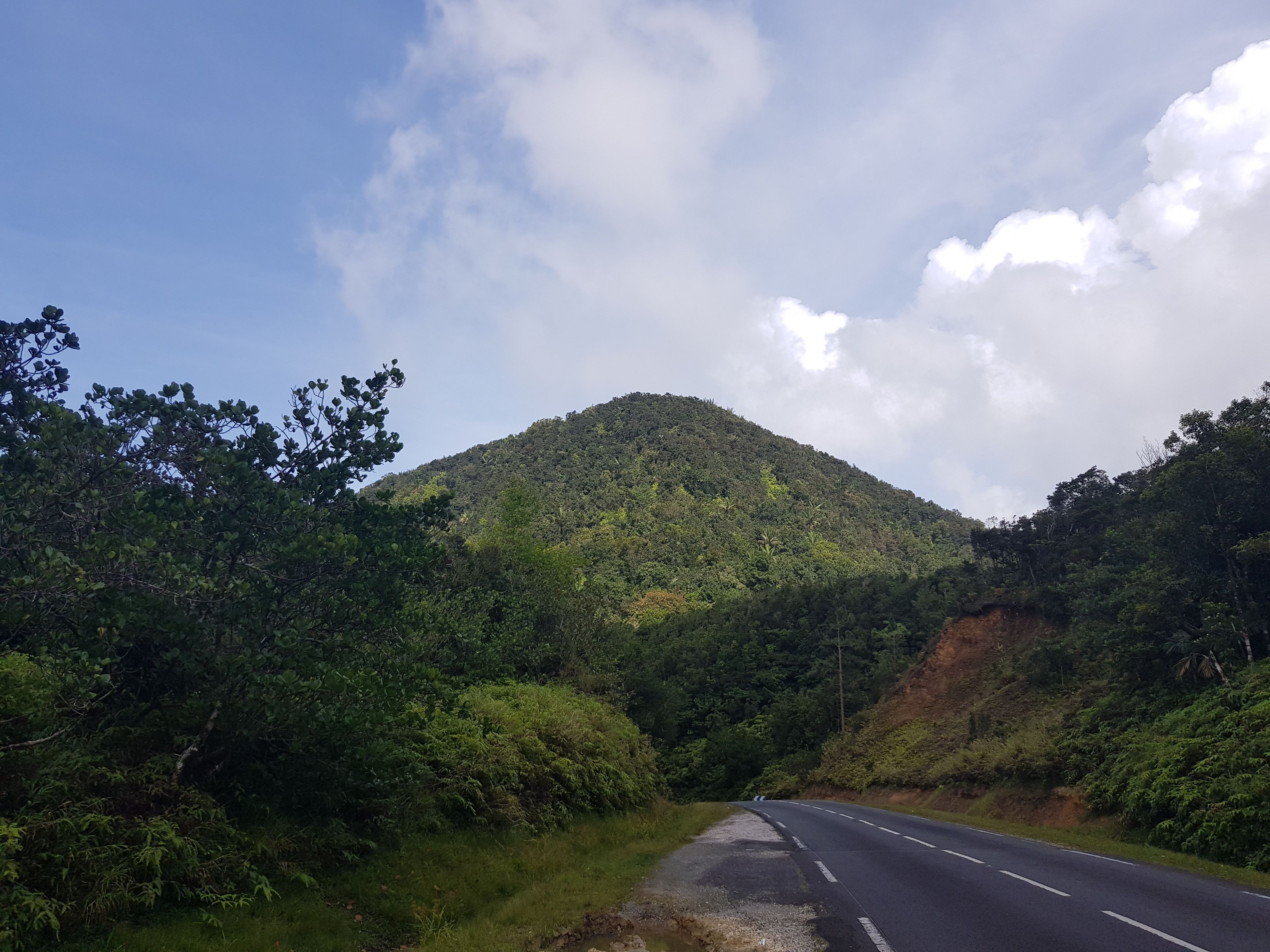
La Mamelle de Petit-Bourg.
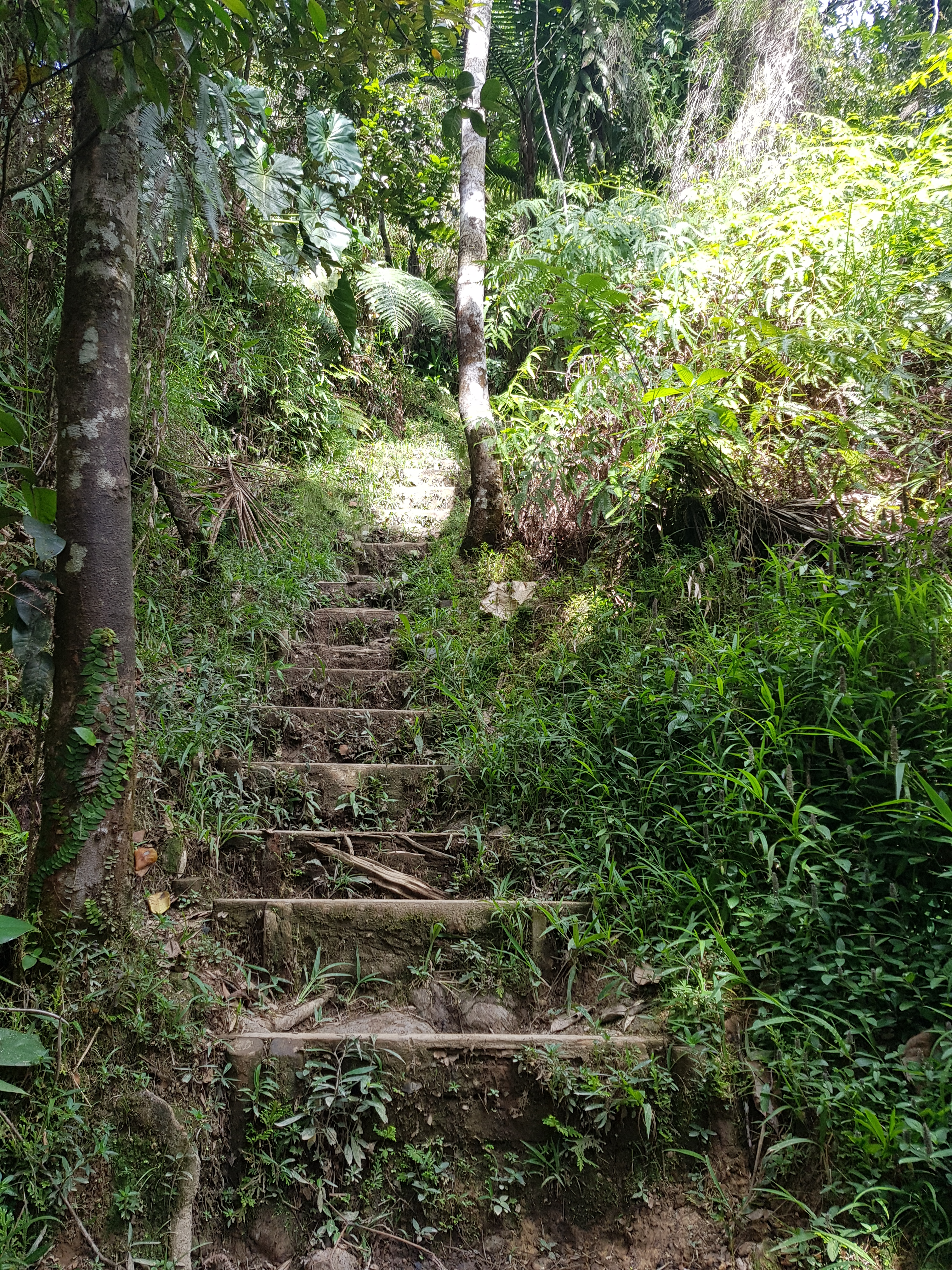
Randonnée de la Mamelle de Petit-Bourg.
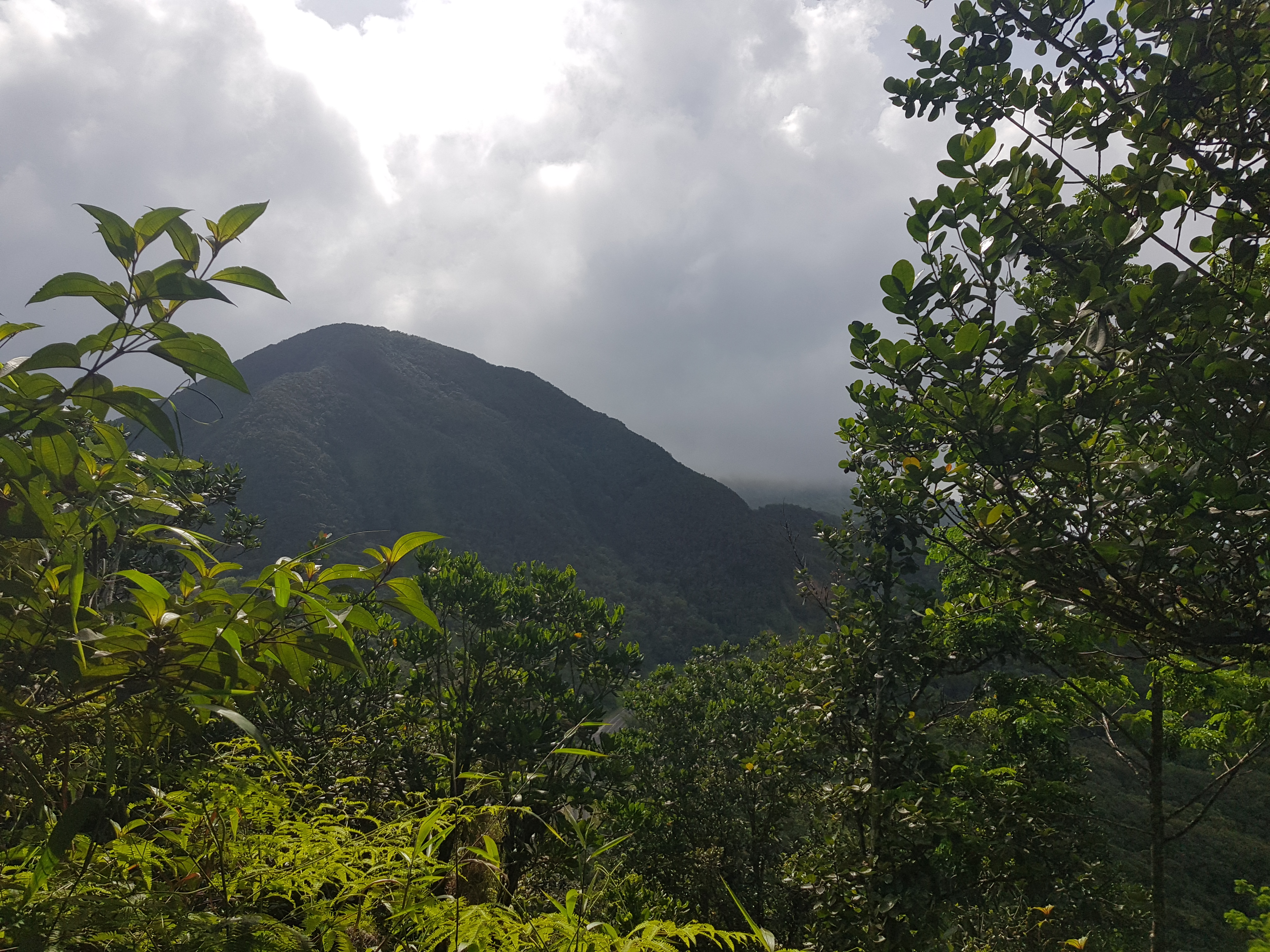
La Mamelle de Pigeon vue depuis la Mamelle de Petit-Bourg.
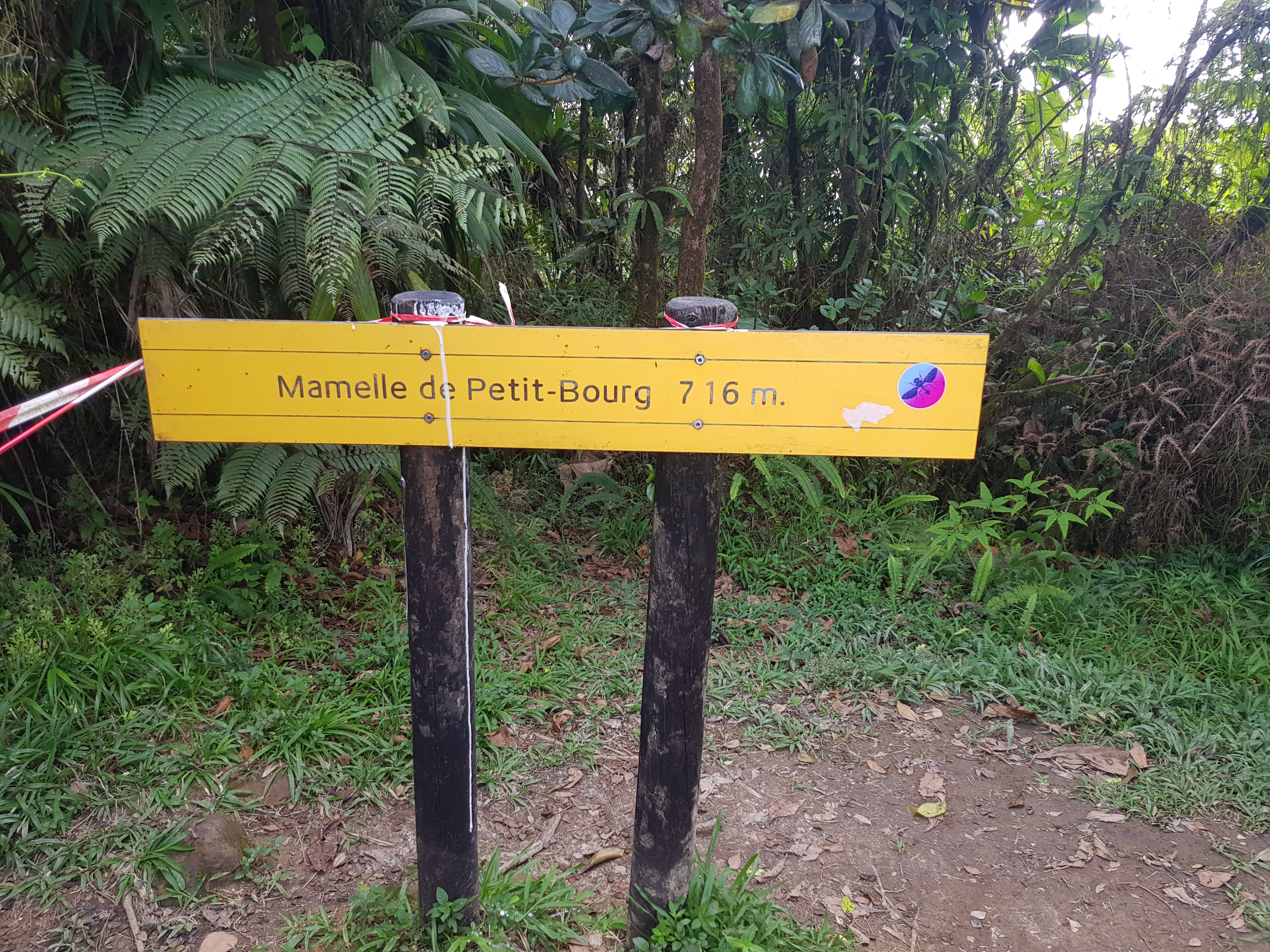
Randonnée de la Mamelle de Petit-Bourg.